# Отон (Ервеник)
Отон је насељено мјесто у сјеверној Далмацији. Припада општини Ервеник у оквиру Шибенско-книнске жупаније, Република Хрватска. Према прелиминарним подацима са последњег пописа 2021. године у месту је живело 105 становника.

## Географија
Село Отон налази се десетак километара сјеверозападно од Книна. Смјестило се између кањона три ријеке: Зрмање на западу, Кобилице на сјеверу и Радљевца на истоку. Према југу границу села чини Дебело Брдо. Село се, по географским карактеристикама и надморској висини његових заселака, дијели на Отон Поље и Отон Брдо. Отонском крају такође припадају села Бендер и Кобилице. Отон Поље чине засеоци: Добријевићи, Карановићи, Кнежевићи, Мишљени и Вујновићи, а Отон Брдо засеоци: Атлије, Карне, Кнежевићи, Ковачевићи, Опачићи, Судари, Растовићи, Вишекруне и Жунићи. Бендер чине засеоци: Добријевићи, Чупковићи, Пашићи и Руњајићи.

## Историја
Отон се од распада Југославије до августа 1995. године налазио у Републици Српској Крајини. До територијалне реорганизације у Хрватској насеље се налазило у саставу бивше велике општине Книн.

## Култура
У Отону се налази храм Српске православне цркве Светог Илије из 1702. године.

## Становништво
Према попису из 1991. године, Отон је имао 699 становника, од чега 692 Срба, 3 Хрвата, 2 Југословена и 2 остала. Према попису становништва из 2001. године, насеље је имало 168 становника. Отон је према попису становништва из 2011. године имао 164 становника.
| Националност       | 1991. | 1981. | 1971. | 1961. |
| Срби               | 692   | 780   | 945   | 1.011 |
| Југословени        | 2     | 16    | 7     |       |
| Хрвати             | 3     | 5     |       | 5     |
| Муслимани          | 1     |       |       |       |
| остали и непознато | 1     | 3     | 2     | 6     |
| Укупно             | 699   | 804   | 954   | 1.022 |

| Демографија | Демографија | Демографија |
| Година      | Становника  | Становника  |
| ----------- | ----------- | ----------- |
| 1961.       | 1.022       |             |
| 1971.       | 954         |             |
| 1981.       | 804         |             |
| 1991.       | 699         |             |
| 2001.       | 168         |             |
| 2011.       |             | 164         |

## Попис 1991.
На попису становништва 1991. године, насељено место Отон је имало 699 становника, следећег националног састава:
| Попис 1991.‍ | Попис 1991.‍ | Попис 1991.‍ | Попис 1991.‍ | Попис 1991.‍ |
| ----------- | ----------- | ----------- | ----------- | ----------- |
|             |             |             |             |             |
| Срби        | Срби        |             | 692         | 98,99%      |
| Хрвати      | Хрвати      |             | 3           | 0,42%       |
| Југословени | Југословени |             | 2           | 0,28%       |
| Муслимани   | Муслимани   |             | 1           | 0,14%       |
| непознато   | непознато   |             | 1           | 0,14%       |
| укупно: 699 |             |             |             |             |

## Презимена
Презимена из Отона су: 
- Атлија — Православци, славе Св. Николу
- Бјелотомић – Православци, славе Св. Николу
- Вишекруна – Православци, славе Св. Јована
- Вујновић – Православци, славе Св. Аранђела
- Вујиновић — Православци, славе. Св. Николу
- Деврња – Православци, славе Св. Георгија
- Добријевић – Православци, славе Св. Стефана
- Жунић – Православци, славе Св. Георгија
- Карна – Православци, славе Св. Архангел Михајла
- Кнежевић – Православци, славе Св. Николу
- Ковачевић – Православци, славе Св.Стефана
- Опачић – Православци, славе Св. Луку
- Пашић – Православци, славе Св. Стефана
- Поповић – Православци, славе Св. Георгија
- Радан – Православци, славе Св. Стефана
- Растовић – Православци, славе Св. Јована
- Судар – Православци, славе Свете Козму и Дамјана
- Чупковић – Православци, славе Ђурђевдан